# フォルテュヌ・メオル

サイン (1873年)

フォルテュヌ・メオル (仏：Fortuné Méaulle、1843年2月18日 - 1916年5月11日) はフランスの版画家、著作家。

## 経歴
フォルテュヌ・メオルは子供の頃からパリのリセ・ボナパルトで学んだ。父親は彼をポリテクニックに通わせたかったが果たせずに世を去り、彼は進学をあきらめた。彼はウジェーヌ・イザベイから絵画を習い、1869年にル・サロン・アルテスト・フランセに初出展した。その後、定期刊行物「ル・モンド・イリュストレ」にイラストを発表するようになり、アート・ディレクターのポインテルは、彼にルーヴル美術館所蔵絵画を複製するよう指示した。同時に彼はイギリス人の版画家、ヘンリー・ダフ・リントンから版画を教わった。社内では版画家のジョセフ・バーン・スミートンやオーギュスト・ティリーと仕事をした。また、彼はルイ・アシェットの出版社で働いていた版画家のシャルル・ラプラン、アンリ・テオフィル・イルディブラン、シャルル・バルバンらのグループに加わったが、ほどなく脱退している。
彼は自分の版画スタジオを立ち上げ、パリで活動していたスペイン出身の画家、ダニエル・ヴィエルジュの版画を最初に作成した一人となった。また、書籍の挿絵でも、ヴィクトル・ユーゴーの小説「海の労働者」のためにギュスターヴ・ドレ、ギュスターヴ・モラン、フランソワ＝ニコラ・シフラールらの描いたイラストを版画化している。ユーゴーは当初原稿に自筆のウォッシュを挿入しており、これを版画にすることで雲の中のような微妙な効果を失うことを恐れていたが、メオルの技術は彼を納得させることとなった。しかし、メオルのスタジオは大量の作品を生産したものの、その品質はまちまちだった。
彼は雑誌「ル・プチ・ジュルナル」の表紙のために、アンリ・メイエが描いたイラストや写真から多くの版画を作成し、のちに彼は同誌のアート・ディレクターに任命された。彼が報道のために残した仕事は膨大である。本国の紙誌「イリュストラシオン」、「ル・トゥール・デュ・モンド」、「マガザン・ピトレスク」、「ユニヴェール・イリュストレ」のほか、アメリカの「ハーパーズ・マガジン」イギリスの「ザ・グラフィック」などがある。1900年のパリ万国博覧会では、「地球の歴史のパノラマ」と題する大きなフレスコ画を製作し、パリの劇場「ボディニエール」で公開された。また、彼は著作家としても活動し、芸術に関する著書や若者向けの小説を執筆しており、それらの多くで挿絵も手がけている。
彼は1916年5月15日に死去した。

## 著作

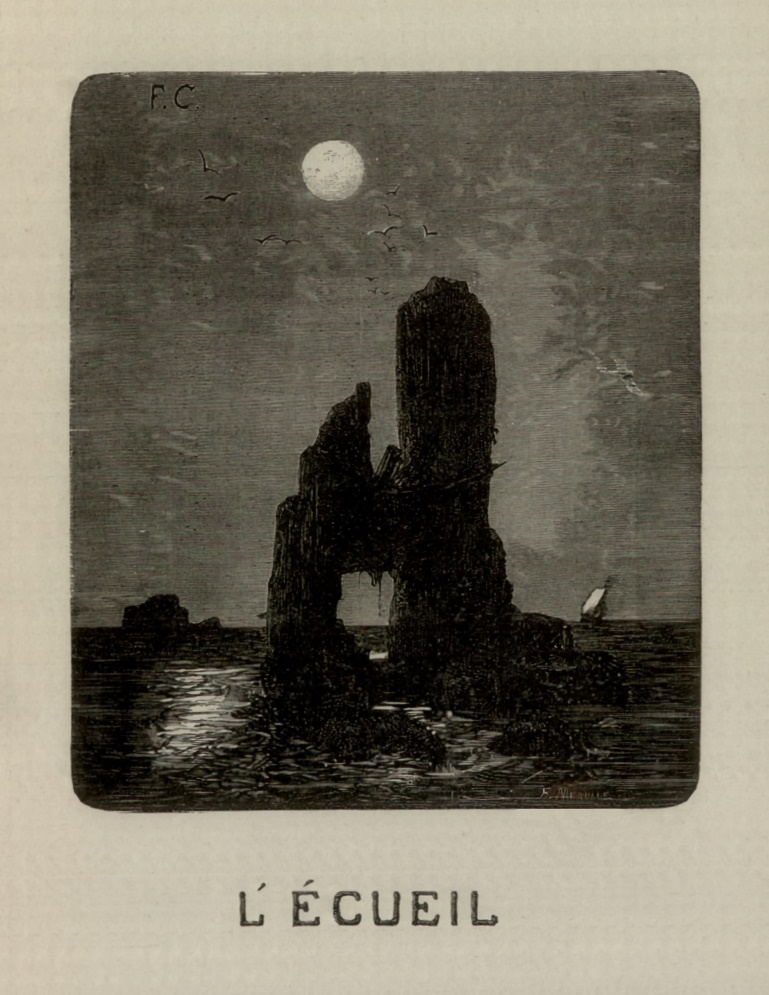
Small|ユーゴー「海の労務者」挿絵

## 版画作品

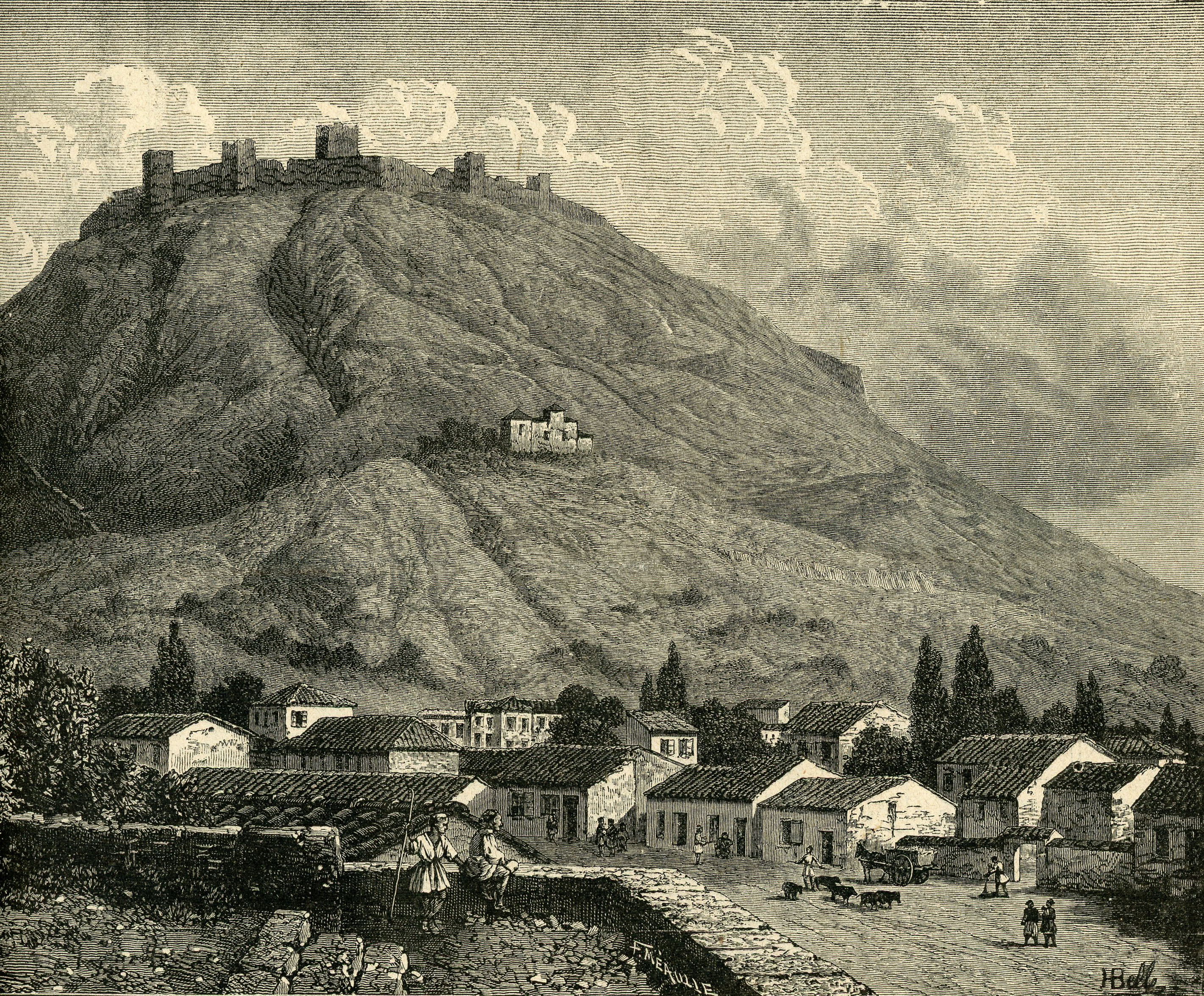
ラリッサ城
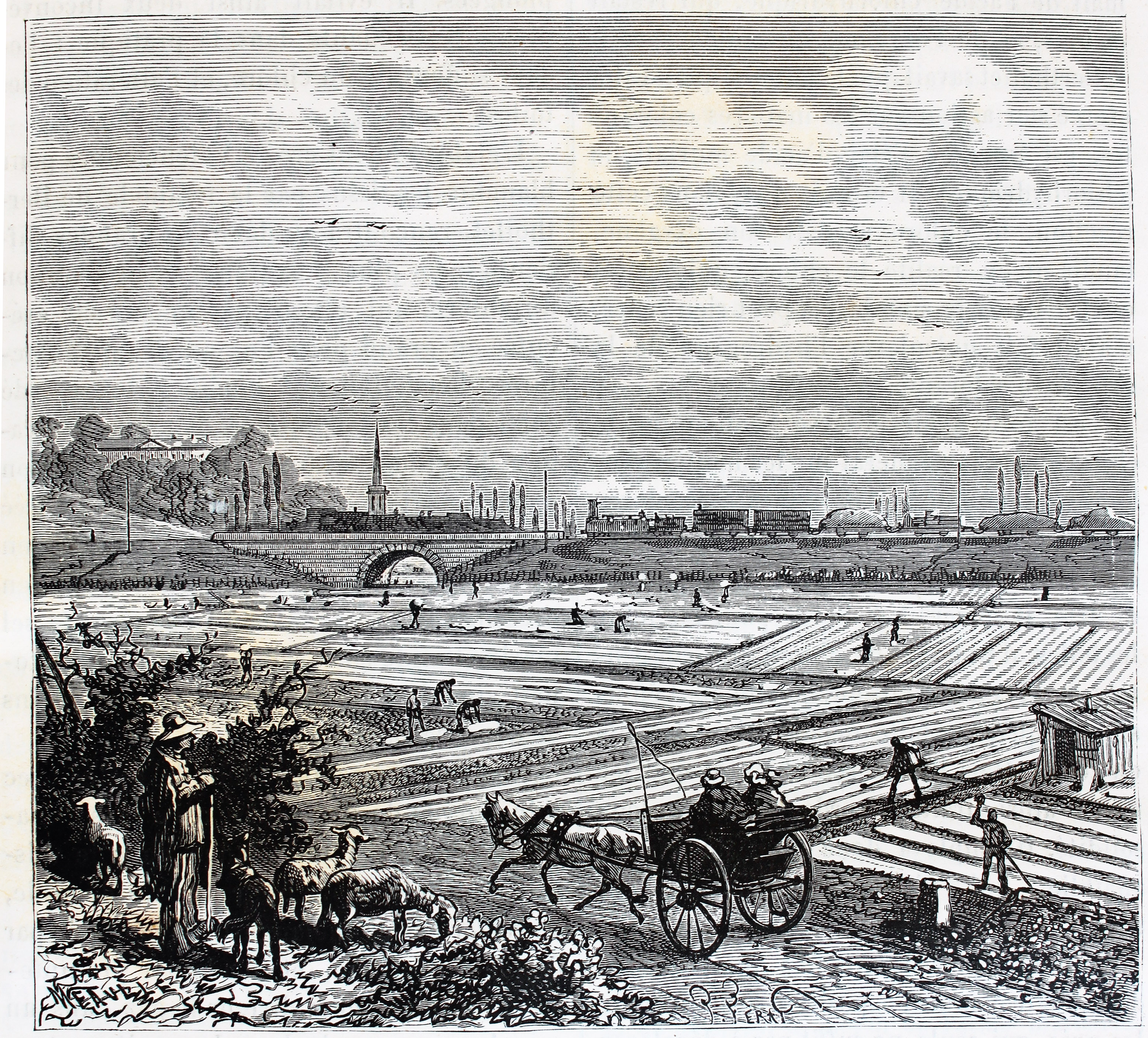
牧草地でのリネンの漂白作業
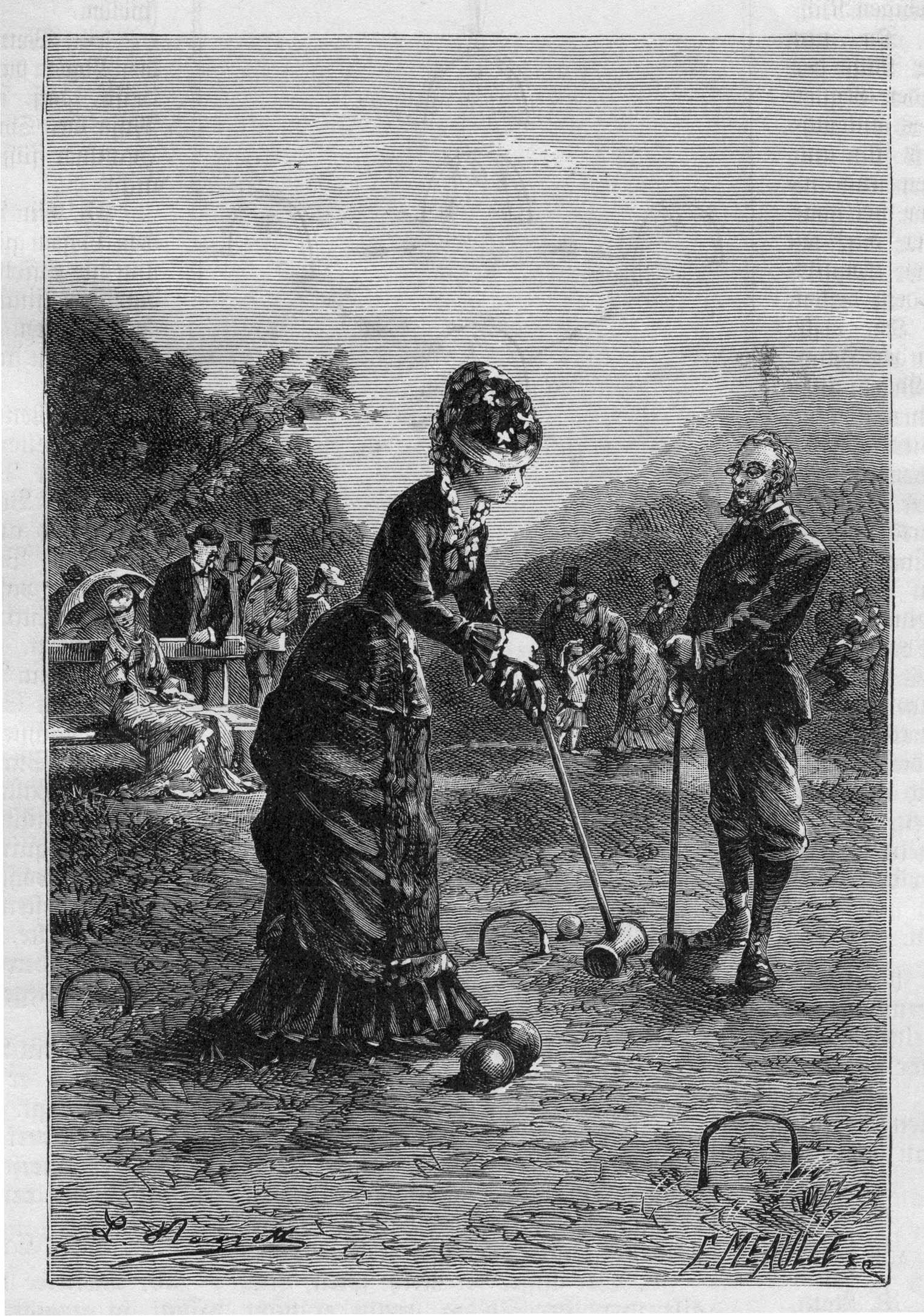
クロッケー競技
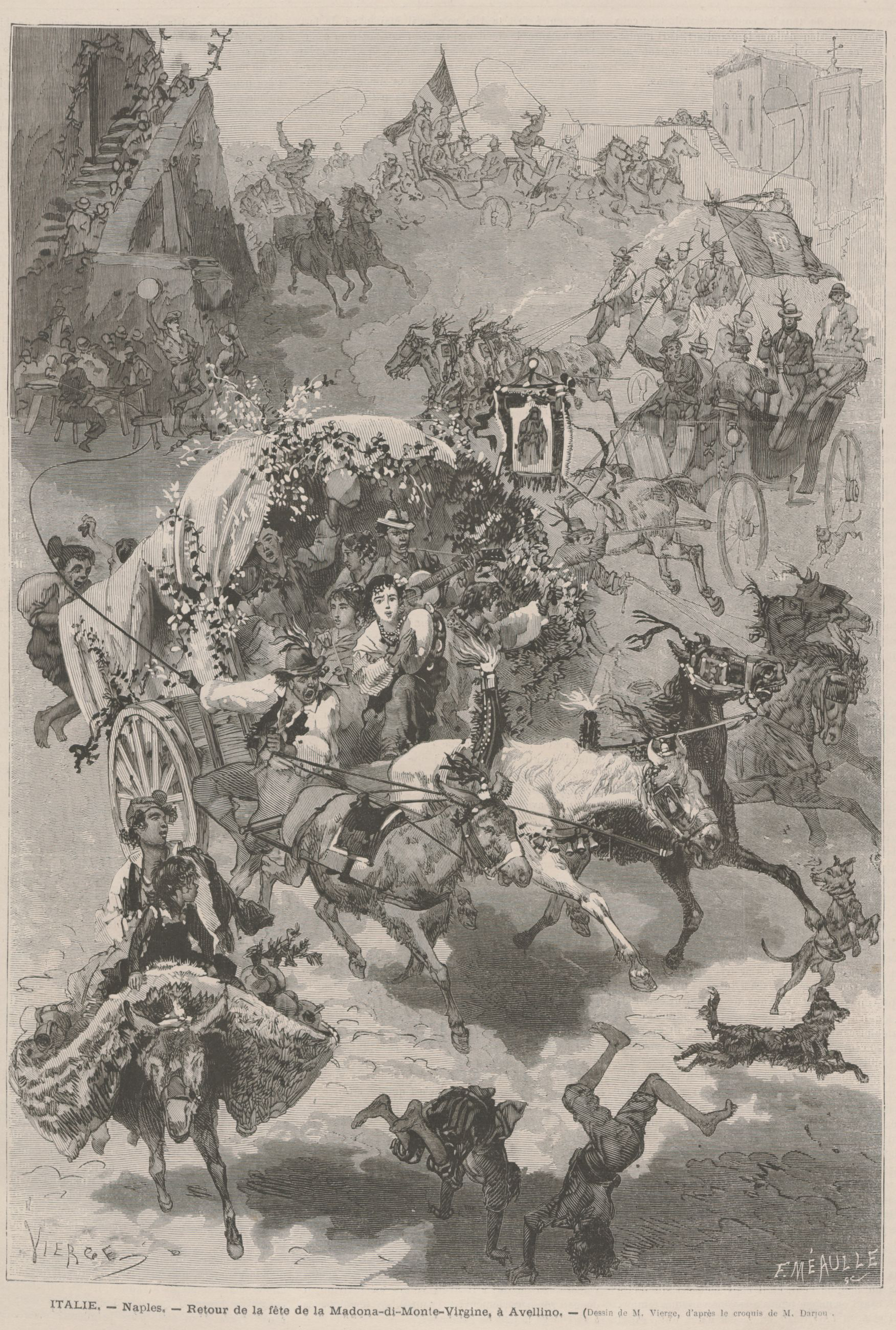
聖モンテヴェルジーネ祭
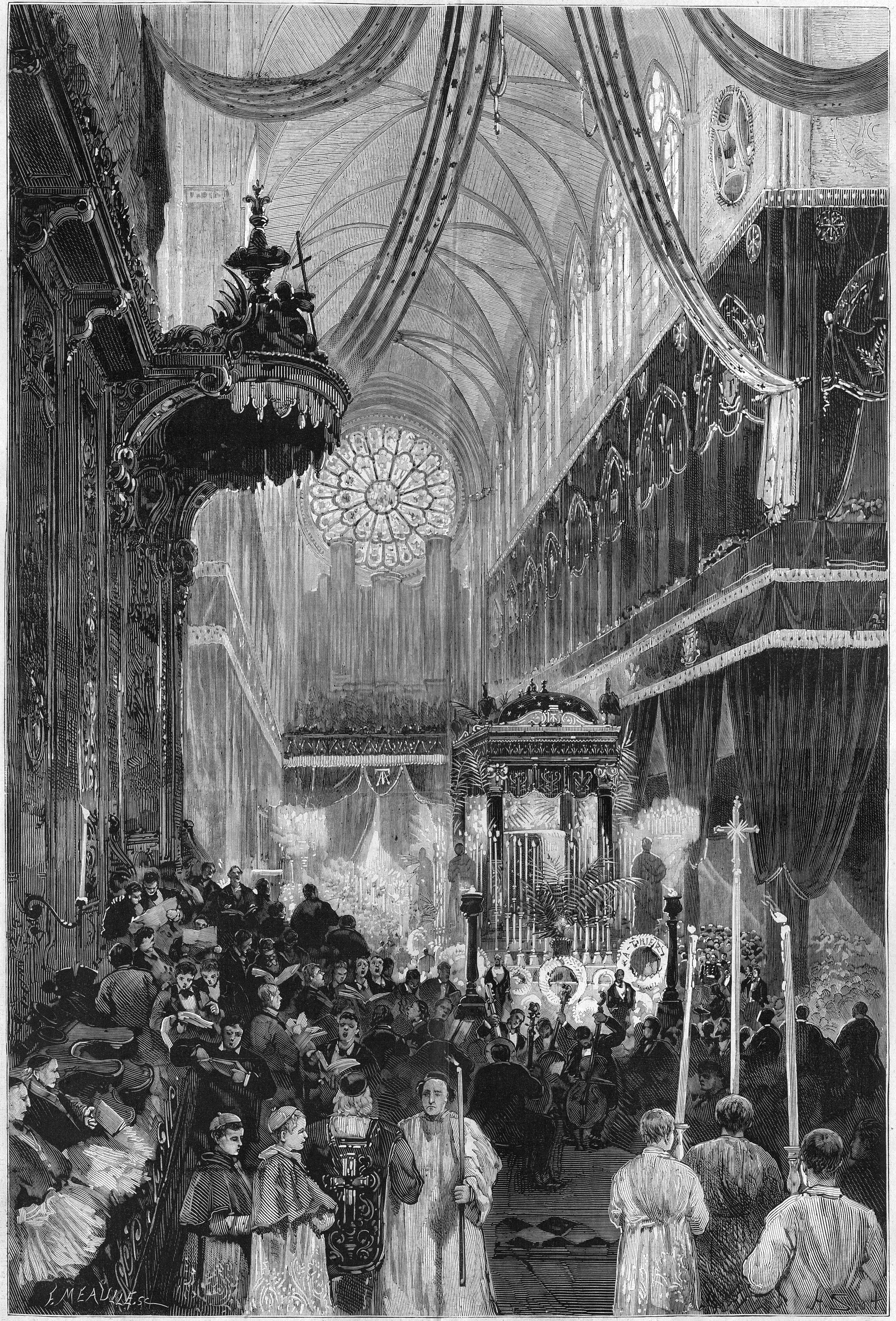
A.ティエールの葬儀
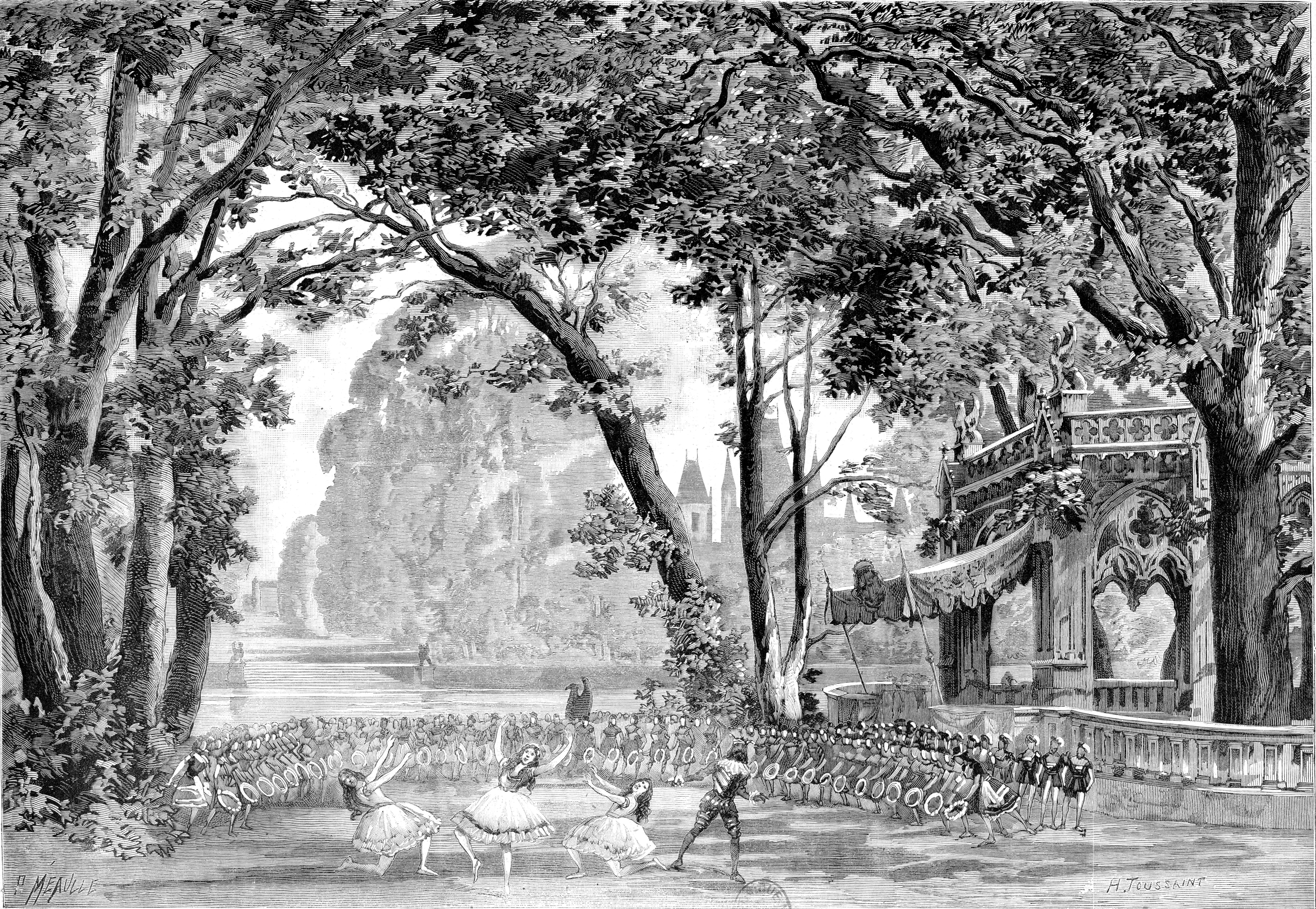
サン＝サーンス：歌劇「ヘンリー八世」